# Pnyxiopalpus raptor
Pnyxiopalpus raptor är en tvåvingeart som beskrevs av Pekka Vilkamaa och Heikki Hippa 1999. Pnyxiopalpus raptor ingår i släktet Pnyxiopalpus och familjen sorgmyggor. Inga underarter finns listade i Catalogue of Life.